# Invasió aliada de Sicília
La Invasió Aliada de Sicília, amb nom clau Operació Husky va ser una campanya de la Segona Guerra Mundial, en la qual els Aliats van conquerir l'illa de Sicília a l'Eix. Va ser una operació amfíbia i aerotransportada, seguida per 6 setmanes de combats a terra. Amb ella va iniciar-se la Campanya d'Itàlia.
Husky s'inicià la nit del 9 de juliol de 1943, i finalitzà el 17 d'agost. Va ser la major operació amfíbia de la guerra en termes de quantitat d'homes desembarcats. Estratègicament, Husky va aconseguir els objectius previstos. Les forces navals i aèries de l'Eix van ser expulsades de l'illa; van obrir-se les rutes navals de la Mediterrània i el dictador italià Benito Mussolini va ser expulsat del poder. Finalment, va obrir el camí per a la Invasió aliada d'Itàlia.

## Rerefons

### Participants
Les forces aliades eren principalment nord-americanes, britàniques i canadenques. Altres països van contribuir amb forces navals i aèries per a la invasió. Les tropes americanes estaven englobades en el 7è Exèrcit nord-americà, mentre que les britàniques estaven formades pel 8è Exèrcit i les canadenques pel 2n Exèrcit Canadenc.
L'illa estava defensada pel 6è Exèrcit Italià, a les ordres del General Alfredo Guzzoni. El 6è Exèrcit incloïa els Cossos XII i XVI, constituït d'unitats de defensa costanera, 4 divisions de front i unitats miscel·lànies sota el comandament de l'exèrcit, així com el XIV Cos Panzer. Les forces totals de l'Eix a l'illa eren de 300.000 italians i 40.000 alemanys, amb uns 147 tancs i unes 220 peces d'artilleria. Els italians van reforçar la guarnició amb 12.000 reforços i 91 tancs.

### Plans
Durant la primera part de 1943, els líders aliats van concloure que una invasió amb èxit de França seria impossible aquell any. Per tant, van decidir desviar els esforços cap al sud, i envair l'illa italiana de Sicília, fent servir tropes de la campanya del nord d'Àfrica, campanya que els aliats podrien vèncer ràpidament. Els objectius aliats eren eliminar les forces navals i aèries de Sicília, permetent als vaixells aliats navegar lliurement per la Mediterrània, així com pressionar al règim de Mussolini i potser fer sortir a Itàlia de la guerra. Conquerint Sicília també s'aconseguia una base des d'on llançar la invasió d'Itàlia, si bé en aquells moments els aliats encara no havien decidit res sobre la invasió. Els americans (en particular) es resistien a llançar qualsevol operació que pogués retardar la invasió de França.
El General Eisenhower era el comandant general, amb el General Alexander com a comandant de les forces de terra, designades com 15è Grup d'Exèrcits, compost pel 8è Exèrcit del General Montgomery i el 7è Exèrcit del General Patton.
Els planificadors aliats van considerar dues estratègies. Una proposta era desembarcar els dos exèrcits en dues localitzacions separades als extrems oriental i occidental de Sicília, i moure's per encerclar les forces de l'Eix, amb la qual cosa, aquestes no només serien derrotades sinó que també destruïdes. Aquesta proposta tenia el risc que els dos exèrcits serien incapaços d'ajudar-se mútuament, i podien ser derrotats; a més del fet que els italians havien lluitat durament a l'Àfrica i ara estarien defensant la seva pàtria. El pla de l'encerclament podria fracassar.
L'altra estratègia proposava era desembarcar els dos exèrcits, un al costat de l'altre, al sud de l'illa, i avançar directament a través de l'illa. Aquesta era molt menys arriscada que els desembarcaments separats, però no oferia la possibilitat de l'encerclament. Els planificadors aliats van preferir aquesta proposta abans que acceptar el risc de ser derrotats.
El 7è Exèrcit desembarcaria al golf de Gela, a la zona sud de l'illa, amb la 3a Divisió i la 2a Divisió Blindada a l'oest de Licata, la 1a Divisió a Gela i la 45a Divisió a l'est de Scoglitti. La 82a Divisió Aerotransportada va llançar-se darrere les defenses de Gela i Scoglitti. El front de platja de 7è Exèrcit ocupava uns 50 km.
El 8è Exèrcit desembarcà al sud-est de Sicília. El XXX Cos desembarcaria al Cap Passero, a la punta sud-est de l'illa, mentre que el XIII Cos desembarcaria al Golf de Noto, als voltants d'Avola, més al nord. La zona de desembarcament del 8è Exèrcit també feia uns 50 km, i hi havia un buit de prop de 40 km entre ambdós exèrcits.
Un cop a terra, els dos exèrcits havien d'enllaçar i assegurar un llarg cap de platja. Llavors, el 8è Exèrcit es dirigiria cap al nord, seguint la costa oriental de Sicília fins a Messina, mentre que el 7è Exèrcit cobria el flanc esquerre del 8è Exèrcit i netejaria la resta de l'illa.

#### Distraccions
Per distreure a l'Eix, i possiblement per divertir algunes de les seves forces d'altres zones, els aliats van portar a terme diverses operacions de distracció. La més famosa d'elles va ser l'Operació Carn Picada: un cadàver vestit d'oficial britànic va ser llançat a l'aigua, prop de la costa espanyola, portant una maleta contenint documentació falsa, en la qual es detallaven els plans aliats per envair Grècia en comptes de Sicília. La intel·ligència alemanya va donar la informació per autèntica, i una part important de les defenses alemanyes van desplaçar-se de Sicília a Grècia (els alemanys tenien un alt nombre de tropes a Sicília perquè s'havien retirat del nord d'Àfrica i encara no havien estat redestinades al Front Oriental. No obstant això, encara hi havia un alt nombre de soldats alemanys i italians a Sicília quan s'inicià la invasió.

#### La participació canadenca
La 1a Divisió d'Infanteria canadenca va ser inclosa a l'operació davant la insistència del Quarter General Militar canadenc al Regne Unit. Els britànics van acceptar-ho, retirant la veterana 3a Divisió d'Infanteria britànica. El canvi no es va concloure fins al 27 d'abril, quan el General Andrew McNaughton, comandant del 1r Exèrcit canadenc, temia que Husky no fos viable i acordà el destacament de la 1a Divisió d'Infanteria canadenca i de la 1a Brigada Blindada canadenca.

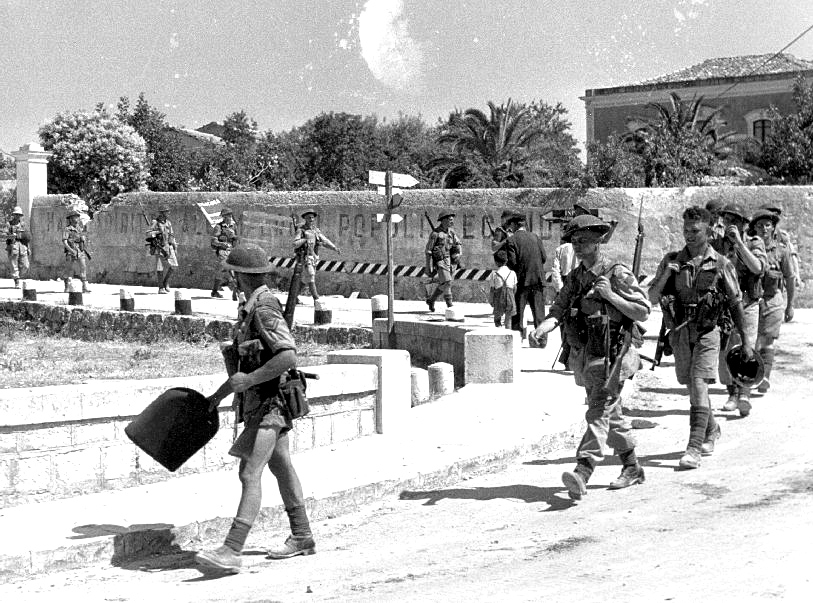
Canadencs a Sicília: tropes del Regiment Loyal Edmonton entren a Modica marxant de manera relaxada, però amb els fusells a prop de la mà i amb les baionetes fixades, preparats per a qualsevol acció sobtada.

Les forces canadenques inicialment estaven comandades pel Major General H.L.N. Salmon, que morí en un accident d'aviació durant els primers dies, i va ser succeït pel Major General Guy Simonds. Si bé les formacions canadenques havien servit durant diversos anys al Regne Unit, amb petites excepcions no havien servit en combat. A més els canadencs, a diferència de la resta del 15è Grup d'Exèrcits, no havien servit a la Mediterrània, amb la qual cosa van haver d'aclimatar-se. Tot això, combinat amb una escassetat de transport causada per les pèrdues al mar, van resultar en què els canadencs van veure's aturats durant dies.

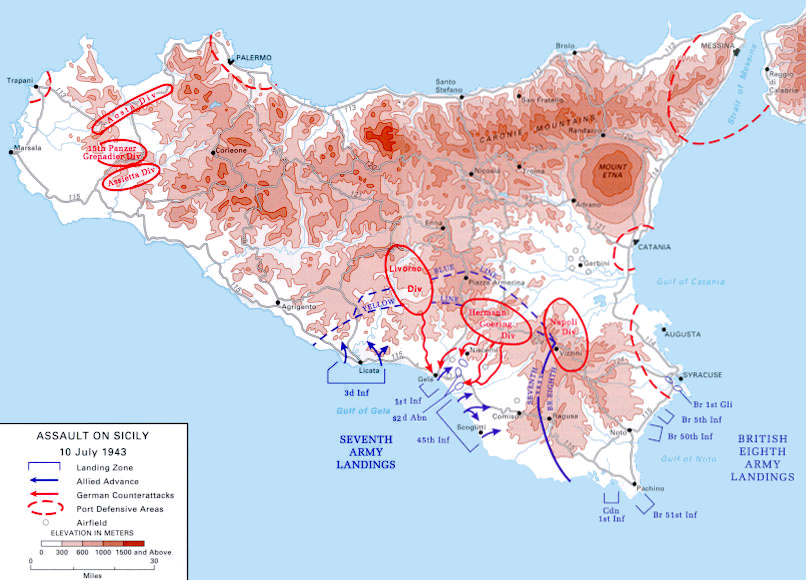
Mapa dels desembarcaments aliats a Sicília el 10 de juliol de 1943.

## Batalla

### Els desembarcaments aliats

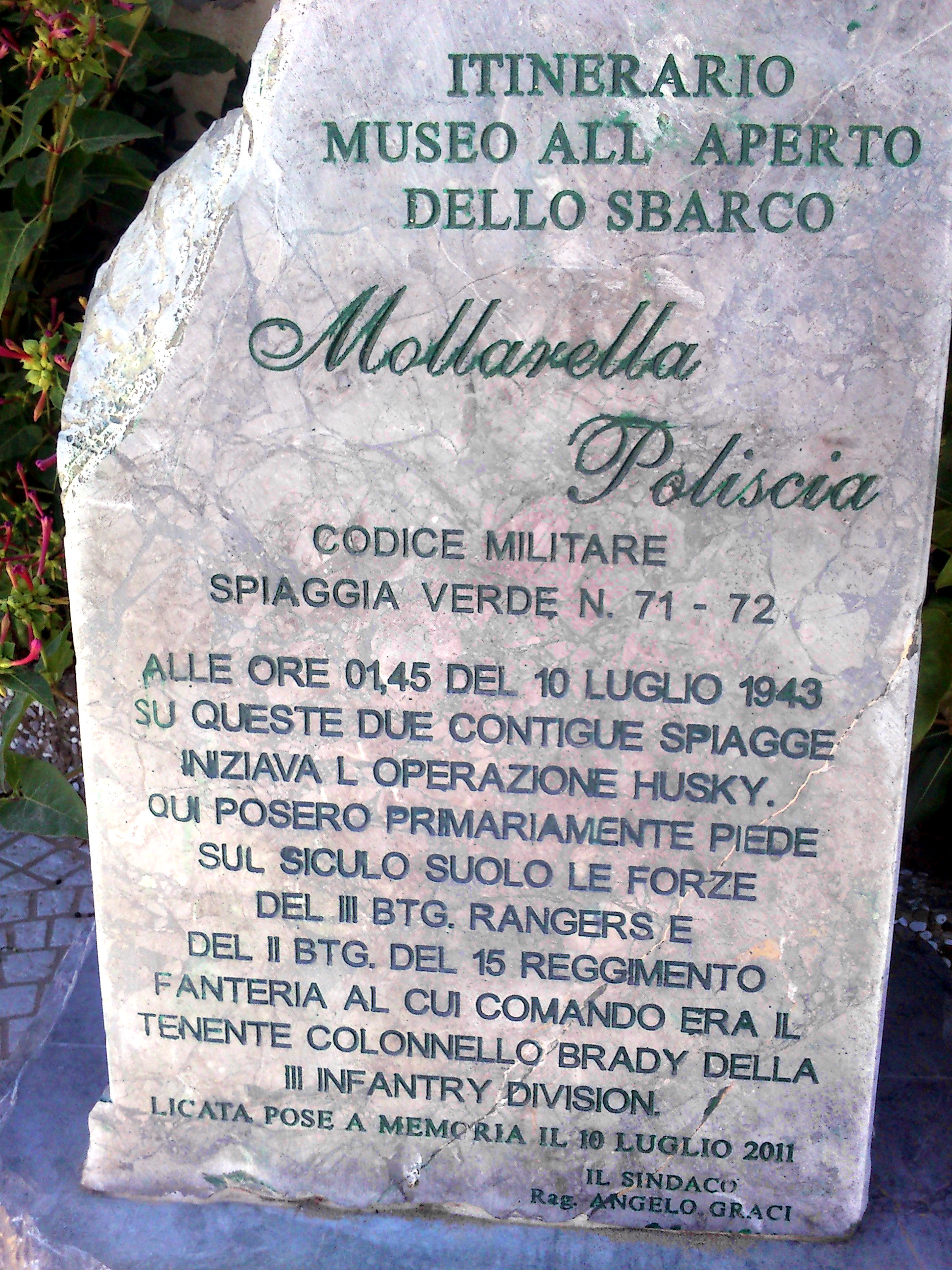

Els desembarcaments van tenir lloc enmig d'un fort vendaval, la qual cosa va dificultar l'acció, però alhora assegurà l'element sorpresa. Els desembarcaments van realitzar-se a les costes sud i est de l'illa, amb les forces britàniques a l'est i les americanes a l'oest al port de Licata. Les tropes canadenques van desembarcar amb una lleu oposició al poble de Pachino.
Tot just després de la mitjanit del 9 de juliol es realitzaren quatre llançaments de paracaigudistes, com a part de la invasió. Els paracaigudistes americans consistien principalment en el 505è Regiment d'Infanteria Paracaigudista de la 82a Aerotransportada, fent el seu primer salt de combat. Els forts vents van desviar als avions dels seus cursos, i la meitat dels paracaigudistes no van arribar als seus punts de reunió. Les tropes aerotransportades britàniques ho van fer una mica millor, tot i que només un planeador aterrà sobre l'objectiu i alguns es van estavellar al mar. No obstant això, les tropes paracaigudistes van maximitzar les seves oportunitats, atacant patrulles i creant tanta confusió com els va ser possible.

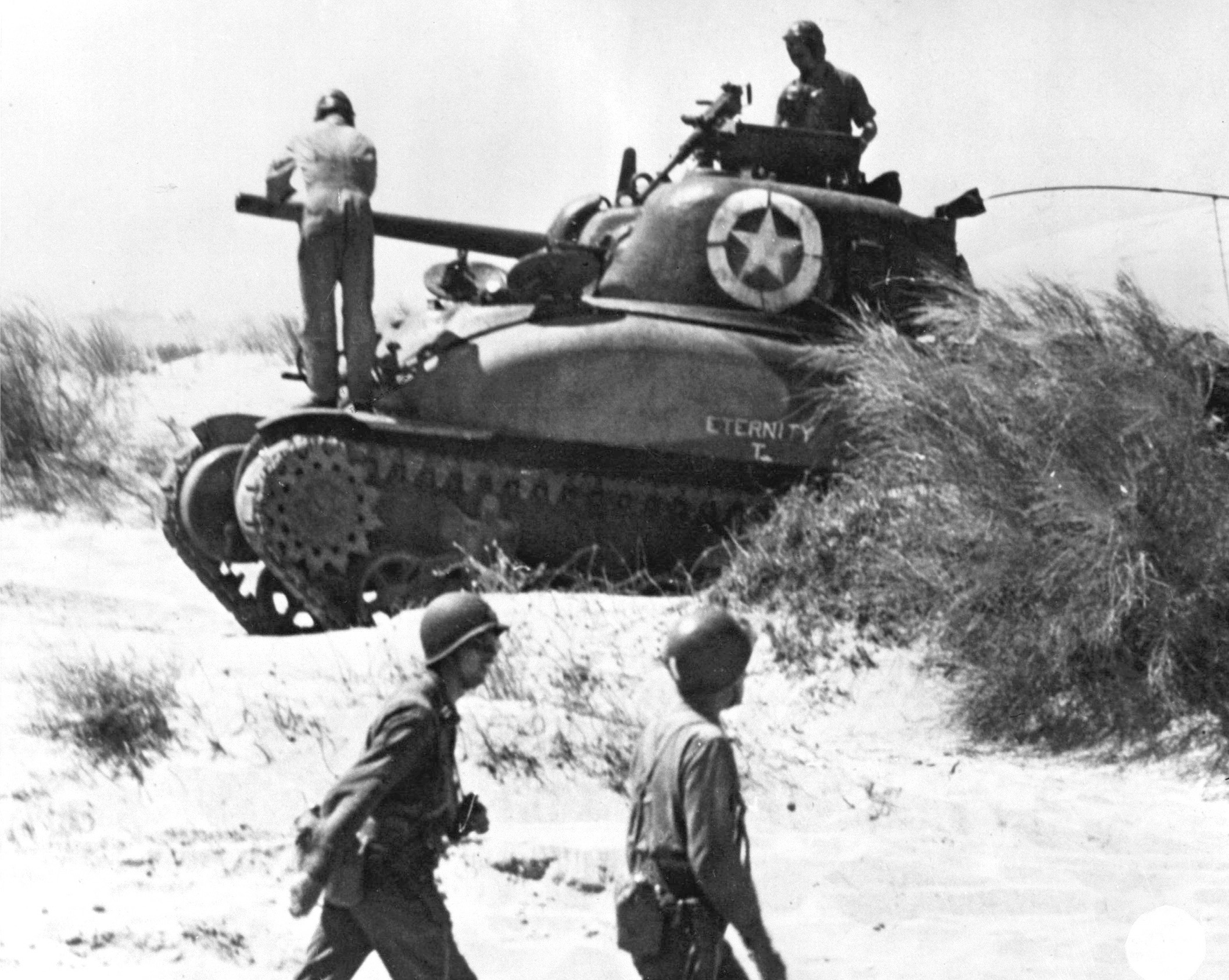
Una tripulació americana prova el seu tanc Sherman després de desembarcar a Red Beach 2, Licata, Sicília, el 10 de juliol.

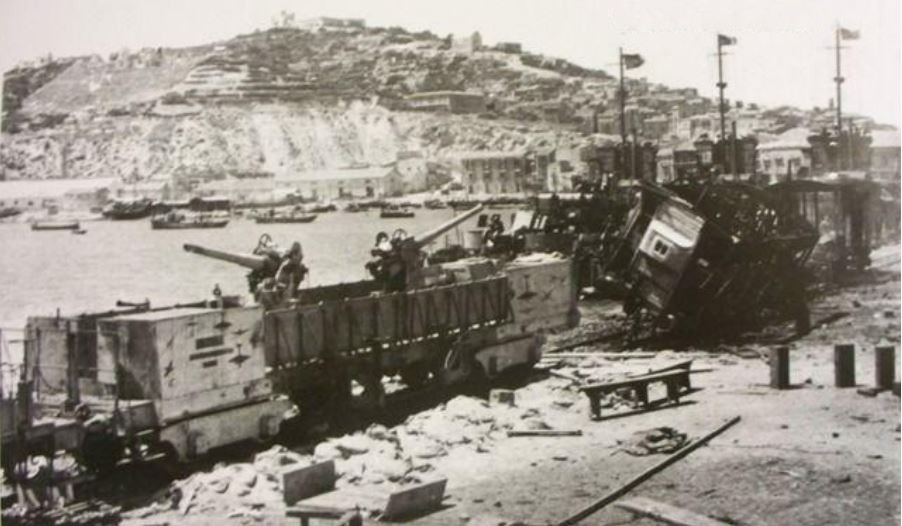
Restes del tren de l'Armada Italiana "T.A. 76/2/T", destruït per l'USS Bristol mentre s'intentava oposar al desembarcament aliat a Licata.

Tot i el clima, els desembarcaments (tres hores després dels llançaments dels paracaigudistes) només es trobaren una oposició moderada originària de les unitats italianes estacionades a la costa, perquè els defensors havien quedat afeblits pel bombardeig naval previ. No obstant això, la Marina i la Força Aèria italianes van realitzar diversos atacs contra la flota invasora amb avions, naus de guerra i submarins, enfonsant i danyant diversos bucs, transport i llanxes de desembarcament, a costa de diversos dels seus propis vaixells i avions. Els esquadrons de torpediners SM.79 van coordinar els seus atacs amb els Ju-87 i els Ju-88 alemanys, i segons informà Roma el 12 de juliol: 
| « | Avions italians han bombardejat 3 creuers i una unitat més petita, així com 3 vapors. Dos d'ells, amb 8.000 tones cadascun, a pic. Les concentracions enemigues han estat atacades per formacions italianes i alemanyes. S'informa que 5 vapors i diverses llanxes de desembarcament han estat enfonsats. Més de 14 mercants i transports diversos han estat tocats i incendiats. Els caces de l'Eix han abatut més de 13 avions enemics. 8 més s'han estavellat després de ser tocats pel foc antiaeri. De les operacions realitzades durant els dos darrers dies no han tornat 30 dels nostres avions i 10 alemanys. | » |

Com a resultat del temps advers, moltes tropes van desembarcar en un lloc equivocat, en ordre equivocat i amb més de 6 hores de retard sobre el programa. Els britànics van avançar gairebé sense oposició al port de Siracusa, però les tropes canadenques van trobar-se cada cop més resistència de decidides tropes italianes situades als turons, veient-se obligats a retrocedir cap a les platges. No obstant això, els reforços aliats van aturar el contraatac italià, permetent avançar de nou als canadencs.
Al centre americà hi va haver un contraatac de forces italianes de mida d'una divisió exactament a on se suposava que havien d'estar els paracaigudistes: El 10 de juliol, a les Cotes 115 i 117, un assalt d'infanteria i blindats italians va ser aturat pels canons del destructor USS Shubrick i del creuer USS Boise.
L'11 de juliol, Patton ordenà als seus regiments de paracaigudistes en reserva que saltessin per reforçar el centre. No es va advertir a totes les unitats d'aquest llançament, i els 144 transports C-47, que van arribar just després d'un atac d'avions de l'Eix, van ser disparats per la Royal Navy, amb un resultat de 33 avions abatuts, 37 danyats i 318 baixes per "foc amic".

### La batalla terrestre
Els plans per a la batalla posterior a la invasió no s'havien treballat gaire; el Comandant del Grup d'Exèrcits Harold Alexander mai no arribà a desenvolupar un pla. Això portà que cada Exèrcit lluités la seva pròpia campanya amb escassa coordinació. Es fixaren límits entre els dos exèrcits, i va ser el procediment habitual. Durant els dos primers dies el progrés va ser veloç, capturant Vizzini a l'oest i Augusta a l'est.
Llavors, la resistència al sector britànic s'incrementà. El General Bernard Montgomery va convèncer a Alexander per moure els límits entre els exèrcits i així els britànics podrien flanquejar la resistència i capturar Messina, ciutat clau, mentre que els americans s'ocupaven de protegir i de donar suport al seu flanc. Segons l'historiador Carlo D'Este, aquesta va ser la pitjor pifiada estratègica de tota la campanya: es necessitava que la 45a Divisió d'Infanteria americana trenqués el contacte, reculés cap a les platges de Gela i es dirigís al nord-oest, permetent al XIV Cos Panzer que escapés de l'encerclament. Aquest episodi va ser l'origen dels posteriors conflictes entre Montgomery i el comandant del II Cos, Omar Bradley. Patton, per la seva banda, no discutí la decisió.
A la costa occidental de Sicília, els italians van aconseguir aturar l'avanç americà a la zona de Castrofilippo-Napo: el 35è Batalló Bersaglieri, que havia estat recentment reconstruït, mostrà un gran coratge i tenacitat, però van veure's superats per una major potència de foc. Al riu Naro, el 73è Batalló Bersaglieri i les restes dels Batallons d'Artilleria Costanera 35è i 160è van ser posats fora de combat cruelment. Era evident que no totes les forces defensives havien perdut la determinació de lluita.
Després d'una setmana de lluita, Patton pensà en un paper major pel seu exèrcit i decidí intentar capturar Palerm, capital de l'illa. Després d'enviar un destacament de reconeixement cap a la ciutat d'Agrigento, el qual va tenir èxit en la seva captura, formà un cos provisional i convencé a Alexander que el permetés continuar avançant. Alexander canvià d'opinió i es va desdir de les seves ordres, però Patton afirmà que la contraordre havia tingut problemes de transmissió i, per quan la posició havia estat clarificada, Patton ja es trobava a les portes de Palerm. Si bé la captura de la ciutat tenia en si un escàs valor tàctic, el veloç avanç va ser una demostració important de la mobilitat de l'Exèrcit dels Estats Units quan les forces americanes encara s'estaven recuperant de la batalla del Pas de Kasserine.
La caiguda de Palerm originà un cop d'estat, i Mussolini va ser deposat del poder. Si bé un dels objectius a llarg termini de la campanya era retirar Itàlia de la guerra, l'èxit del moviment va agafar als Aliats totalment per sorpresa.
Després de la captura de Palerm per Patton, amb els britànics embussats al sud de Messina, Alexander ordenà un atac des de dues direccions sobre la ciutat. El 24 de juliol, Montgomery suggerí a Patton que el 7è Exèrcit americà ataqués la ciutat, car es trobaven en una posició millor per fer-ho. L'Eix, ara comandat pel general Hans Hube, havia preparat la Línia Etna, una línia defensiva al voltant de Messina, que li permetria realitzar una retirada progressiva mentre que evacuava grans contingents de l'exèrcit cap al continent.
Patton inicià el seu assalt sobre la línia a Troina, però la defensa resistí. Malgrat tres intents de desembarcaments amfibis, els alemanys aconseguiren mantenir la major part de les seves forces i mantenir els seus plans d'evacuació. Elements de la 3a Divisió d'Infanteria Nord-americana van entrar a Messina hores després que els darrers soldats de l'Eix embarquessin cap a la Itàlia continental. No obstant això, Patton havia guanyat la cursa per arribar primer a Messína. L'Operació Ciutat a la Badia estava preparada per desembarcar a prop de la punta de Calàbria (la punta de la bota d'Itàlia), juntament amb la invasió d'Itàlia, i no preveure l'evacuació de les tropes de Sicília va ser un error estratègic majúscul. Com a resultat, en lloc d'una gran derrota de l'Eix i la caiguda d'un govern enemic, Husky va ser el preludi d'una llarga i sagnant campanya.

## Després de la batalla
Les baixes de l'Eix van ascendir a 29.000, juntament amb uns 140.000 capturats, la majoria dels quals eren italians. Els Estats Units van tenir 2.237 morts i 6.544 ferits i capturats; els britànics van patir 21721 morts i 10.122 ferits i capturats; els canadencs van tenir en total 2.410 baixes (562 morts i 1.848 ferits i capturats). Per a la majoria de les unitats americanes i canadenques, aquesta va ser la seva primera experiència en combat. L'Eix va aconseguir evacuar amb èxit 100.000 homes i 10.000 vehicles de Sicília, amb els aliats incapaços de preveure-ho (la qual cosa es pot considerar un gran èxit per l'Eix, tenint en compte la total superioritat naval i aèria aliada).
El comandament aliat es veié obligat a millorar la coordinació entre serveis, particularment en vistes a usar forces paracaigudistes. Després de diversos salts i de l'incident mortal del foc amic, s'incrementà l'entrenament i es realitzaren diversos canvis tàctics per mantenir als paracaigudistes a la guerra. De fet uns mesos després, als primers esbossos de Montgomery per a l'Operació Overlord, el pla requeria la participació de 4 divisions paracaigudistes.
Soldats americans van matar 74 italians i 2 alemanys presoners de guerra, en dues massacres separades a l'aeroport de Biscari. S'acusà a dos soldats per crims de guerra, dels quals un va sentenciar a cadena perpètua (posteriorment commutada) i l'altre va ser absolt.

## Operacions relacionades
- Operació Barclay/Operació Carn Picada: Operació de diversió destinada a confondre les forces de l'Eix respecte a la data i localització dels desembarcaments aliats
- Operació Castanya: Llançament avançat de 2 equips del SAS per malmetre les comunicacions el 12 de juliol de 1943.
- Operació Llevataps: Invasió aliada de l'illa italiana de Pantelleria el 10 de juny de 1943.
- Operació Grandiloqüència: Llançament paracaigudista al pont de Primasole la matinada del 13 - 14 de juliol de 1943.
- Operació Ladbroke: Aterratge de planadors a Siracusa el 9 de juliol de 1943.
- Operació Narcís: Atac de Comandos a un far prop dels principals desembarcaments el de 10 de juliol de 1943.